# Cattedrale di Nostra Signora del Carmine (Barquisimeto)
La cattedrale di Nostra Signora del Carmine (nota come cattedrale di Barquisimeto) è la cattedrale dell'arcidiocesi di Barquisimeto e si trova nella città venezuelana di Barquisimeto, stato di Lara.
È una delle più moderne cattedrali dell'America Latina, considerata di stile originale. Fu progettata da Jan Berkman, il suo primo grande progetto. Il suo aspetto esteriore ricorda un fiore rovesciato, con una torre campanaria esterna. Si trova sull'Avenida Venezuela, tra Avenida Simón Rodríguez e Calle 30. Completata nel 1968 fu considerate un'opera di ingegneria avanzata per quel tempo. La forma non convenzionale è quella di un paraboloide iperbolico con due ali collegate a una torre centrale. Essa richiese una precisione strutturale estesa. Il soffitto centrale consiste in pannelli acrilici sostenuti da una rete di cavi di acciaio.

## Storia
Nel 1636 in quel luogo fu eretta una cappella francescana, quando fu autorizzata dal governatore Francisco Núñez Melián, promulgato dalla sua residenza a Porto Rico.
Il terremoto del 1812 ridusse l'edificio in macerie. La costruzione di un nuovo edificio fu completata nel 1865. Il terremoto in Venezuela del 1950, che colpì Barquisimeto, provocò una significativa distruzione della cappella. Il fabbricato fu così demolito lasciando solo la torre campanaria (1865) e l'orologio (1888). La costruzione dell'attuale chiesa ebbe inizio nel 1953 secondo il progetto dell'architetto Jahn Bergkamp. Si sviluppa in quattro navate ed è considerata un'espressione dell'arte moderna. Ogni anno, il 14 gennaio, la Divina Pastora torna nella cattedrale. Essa è stata vandalizzata nel 2014.